# Кромба-Фризе (Кунео)
Кромба-Фризе је насеље у Италији у округу Кунео, региону Пијемонт.
Према процени из 2011. у насељу је живело 6 становника. Насеље се налази на надморској висини од 1326 м.